# Charles V. De Vet
Charles Vincent De Vet (geboren am 28. Oktober 1911 in Fayette, Michigan; gestorben am 5. Januar 1997) war ein amerikanischer Science-Fiction-Autor.

## Leben
De Vet war der Sohn von John De Vet, Schiffsingenieur auf einem Frachter der United Fruit Company, und von Lucille, geborene Feastre. 
Er heiratete 1935 Elenore Derwin, mit der er zwei Kinder hatte (1938 und 1941).
1938 machte er seinen Bachelor am Teachers College der Ferris State University und studierte anschließend bis 1940 an der University of Michigan. Parallel arbeitete er von 1934 bis 1940 als Lehrer an verschiedenen Schulen in Brampton, Ida und Manistee in Michigan. Von 1940 bis zu seiner Pensionierung 1968 war er Angestellter des U.S. Postal Service.
Eine erste SF-Kurzgeschichte De Vets, The Unexpected Weapon, erschien im September 1950 in Amazing Stories. In den folgenden Jahren bis 1991 veröffentlichte er über 50 Kurzgeschichten und zwei Romane. Sein erster, zusammen mit Katherine MacLean geschriebener Roman Second Game handelt von einem Menschen, der auf einem fremden Planeten, auf dem der gesellschaftliche Status von den Erfolgen in einem schachähnlichen Spiel abhängt, an einem  gefährlichen Turnier teilnehmen muss. Der Roman kam 1959 in der Kategorie Kurzroman in die Endausscheidung der Hugo Awards.
Erzählungen De Vets wurden ins Deutsche, Französische und Italienische übersetzt.

## Bibliographie
Romane
- mit Katherine MacLean: Second Game (Kurzgeschichte, 1958, erweiterte Fassung unter dem Titel Cosmic Checkmate, 1962, Neuausgabe als Second Game, 1981) 
  - Deutsch: Schach für die Erde. Pabel (Utopia-Zukunftsromane #561), 1967.
- Special Feature (1975)

Kurzgeschichten
- The Unexpected Weapon (1950)
- I Take This Earthman (1950)
- Infinity’s Child (1952)
- Wheels Within (1952)
- Vital Ingredient (1952)
  - Deutsch:  Das Superwesen (1968)
- Track of the Beast (1952)
- The Berserker (1953)
- Never Go Back (1953)
- There Is a Reaper ... (1953)
- Bunzo Farewell (1953)
- Delayed Action (1953)
  - Deutsch:  Zeitzündung. In: Lothar Heinecke (Hrsg.): Galaxis Science Fiction, #7. Moewig, 1958.
- Countercheck (1953)
- No Time for Change (1955)
- Big Stupe (1955)
- Protective Camouflage (1955)
  - Deutsch:  Die perfekte Tarnung (1968)
- Female of the Species (1955)
- Death of a Mutant (1957)
- Growing Up on Big Muddy (1957)
  - Deutsch:  Der Symbiont (1968)
- Survival Factor (1957)
- The Better Life (1957)
- Delay – Temporary (1957)
- The Scarlet Sun Rises (1958)
- Postman’s Holiday (1958)
- Special Feature (1958)
- Specimen (1958)
  - Deutsch:  Der Erdenmann (1968)
- Seedling (1959)
- A Little Knowledge (1959)
  - Deutsch:  Der Unwissende (1968)
- The Colocon Female (1960)
- Monkey on His Back (1960)
- Metamorphosis (1960)
  - Deutsch:  Die Symbionten. In: Walter Ernsting (Hrsg.): Galaxy 3. Heyne SF&F #3052, 1965.
- Return Journey (1961)
  - Deutsch:  Zeitkorrektur. In: Charlotte Winheller (Hrsg.): Saturn im Morgenlicht. Heyne Allgemeine Reihe #214, 1963.
- Lorelei (1961)
- Gramp (1962)
- Alien’s Bequest (1967)
- Salty for the Cat (1976)
- Survival Characteristic (1977)
- Stopover (1978)
- Catalyst (1978)
- Duel (1978)
- Second Chance (1978)
- Expendable (1981)
- The Wall (1988)
- Third Game (1991)

Sammlungen
- Der Erdenmann und andere Stories. Moewig (Terra Nova #16), 1968. Enthält:
  - Die perfekte Tarnung
  - Der Symbiont
  - Der Erdenmann
  - Der Unwissende
  - Das Superwesen